# حسن قطامش
{{ي<nowiki>نص غير منسق</nowiki>تيمة|تاريخ =أبريل 2024}}

حسن أحمد قطامش، (1969 -) هو إعلامي وكاتب مصري.

## مسيرته[1][2][3]
إعلامي وكاتب، له سيرة إعلامية مميزة، تنقل فيها ما بين العمل الصحفي في المجلات والصحف ومواقع الإنترنت، ثم كانت له مساهمات فاعلة ونشطة في تأسيس وإدارة العديد من القنوات الفضائية والمؤسسات الإعلامية، ويُعد من المؤسسين الأوائل للإعلام المرئي الهادف.
- المؤسس والمدير العام لشركة (كيو ميديا للإنتاج والاستشارات الإعلامية) وتشمل أنشطتها:[6]
- 1. إنتاج الأعمال التليفزيونية والسينمائية والوثائقية والإذاعية.
- 2. إعداد وتقديم الدراسات والأبحاث والاستشارات الإعلامية.
- 3. مراجعة وتقييم الأداء الإعلامي للمؤسسات والمنتجات الإعلامية.
- 4. مركز تدريب وتطوير الأداء الإعلامي للمؤسسات والأفراد.
- 5. تنظيم المؤتمرات والمعارض والندوات.
- مؤسس ومدير برنامج التحليل السياسي «الملف» على قناة المجد 2016. [7]
- شغل منصب مستشار التطوير الإعلامي في شبكة قنوات المجد 2016 .
- شغل منذ عام 2010م وحتى منتصف 2013 م منصب (المدير التنفيذي في مؤسسة التربية الإعلامية) وهي أول مؤسسة في العالم العربي تعنى بهذا المجال (مناهج تعليمية.. دورات تدريبية.. إنتاج إعلامي.. دراسات ومقالات.. ترجمات).
- مؤسس ومدير تنفيذي في شركة ضياء للإنتاج الإعلامي، وهي مؤسسة متخصصة في إنتاج البرامج للقنوات غير الناطقة بالعربية 2010.
- معد البرتوكول الإعلامي (اللائحة التنظيمية) لمدينة الإنتاج الإعلامي في الرياض 2009.
- مؤسس ومدير قناة المجد الطبيعية، وهي أول قناة عربية متخصصة في البرامج الوثائقية الخاصة بالطبيعة على غرار قناة Animal Planet
- مؤسس ومدير قناة المجد الوثائقية، وهي أول قناة عربية متخصصة في البرامج الوثائقية وسبقت الجزيرة الوثائقية بعام ونصف.
- مؤسس ومدير إدارة المراجعة والمتابعة في قناة المجد الفضائية، ومعد (معايير الجودة الموضوعية) لبرامج شبكة قنوات المجد.
- مؤسس ومشرف عام على بعض المواقع الإلكترونية.
- عضو هيئة تحرير مجلة البيان الصادرة عن المنتدى الإسلامي لمدة 6 سنوات.
- مؤسس ومدير الملف الصحفي (حصاد الأخبار) في وكالة روناء للإعلام المتخصص.
- مؤسس ومدير مركز المعلومات في وكالة روناء للإعلام المتخصص لمدة عامين.
- محرر ثم مشرف تحرير مجلة الأسرة لمدة عامين من 1993 وحتى 1995 م.
- مؤلف لعشر كتب مطبوعة، والبعض الآخر لم يطبع.
- له أكثر من 200 مقال ودراسة في العديد من الصحف والمجلات والدوريات المطبوعة والمواقع الإلكترونية.
- له العديد من المشاركات في الفعاليات والمؤتمرات والمعارض الإعلامية العربية والعالمية.
- قدم العديد من الاستشارات الإعلامية لجهات متعددة.
- المدير التنفيذي بمؤسسة التربية الإعلامية .
- مؤسس ومدير قناتي المجد الوثائقية والطبيعية ..
- عضو هيئة تحرير مجلة البيان..
- مشرف على بعض المواقع الإلكترونية

## وصلات خارجية
- حساب حسن قطامش على لينكد إن
- حوار موقع المسلم.
- كتاب الموسوعة الإعلامية.